# Cilieni
Cilieni es una comuna ubicada en el distrito de Olt, Rumania.

## Superficie
Posee una superficie de 57,37 kilómetros cuadrados.

## Demografía
Hasta 2021 la población era de 2796 habitantes, con una densidad de población de 48,74 habitantes por kilómetro cuadrado.